# Gustav Jenzsch
Gustav Julius Sigmund Jenzsch (* 26. Mai 1830 in Dresden; † 29. November 1877 in Meißen) war ein deutscher Geologe und Mineraloge.

## Leben
Jenzsch studierte an der Bergakademie Freiberg und an den Universitäten Leipzig, Berlin und Paris. Auf Empfehlung von Justus von Liebig nahm ihn Herzog Ernst II. v. Sachsen-Coburg und Gotha im Schloss Mönchhof auf und ernannte ihn 1858 zum Bergrat. Hier arbeitete er in einem eigens eingerichteten Labor. 1874 zog aus gesundheitlichen Gründen nach Freiberg und später zu seiner Mutter nach Meißen. 
Gustav Jenzsch wurde auf dem Friedhof in Siebleben beerdigt, das Grab ist nicht mehr erhalten. 

## Schriften (Auswahl)
- Note sur l'amygdalophyre, la plus récente des roches éruptives du royaume de Saxe, et sur la weissigite. In: Bulletin de la Société géologique de France, 2e série, T. XI, 19 juin 1854.
- Ueber Fundorte herzförmiger Quarzzwillingskrystalle. In: Zeitschrift der deutschen geologischen Gesellschaft, Jahrgang (1854), S. 245–247.
- Dritter Nachtrag zur Abhandlung „Amygdalophyr, ein Felsitgestein mit Weissigit, einem neuen Minerale in Blasen-Räumen“. In: Neues Jahrbuch für Mineralogie, Geognosie, Geologie und Petrefaktenkunde (1853), S. 385–398 und (1854), S. 401–407 (Digitalisat).
- Ueber das Vorkommen und die Zusammensetzung eines Lithion-haltigen Feldspaths aus der Gegend von Radeberg im Königreiche Sachsen. In. Annalen der Physik und Chemie, Bd. 95 (1855), Nr. 2, S. 304–306.
- Über den Sanidin-Quarzporphyr aus der Gegend von Zwickau im Königreich Sachsen, den sogenannten Pechstein, Hornstein-Porphyr, Tonstein-Porphyr, Felsit-Porphyr der dasigen Bergleute. In: Zeitschrift der deutschen geologischen Gesellschaft (1858)
- Beiträge zur Kenntniss einiger Phonolithe des böhmischen Mittelgebirges: Mit besonderen Berücksichtigung des Baues dieses Gebirges. In: Zeitschrift der Deutschen geologischen Gesellschaft (1856).
- Methodezum genauen Abbilden der Erdoberfläche, oder das mathematisch begründete Relief-Zeichnen in Beziehung zur Lehmann'schen, sowie zu einigen andern jetzt gebräuchlichen topographischen Zeichnen-Methoden. In: Allgemeine deutsche naturhistorische Zeitung (1856), S. 21–40.
- Analyse des Phonolithes vom Nestomitzer Berge in Böhmen. In: Poggendorff's Annalen der Physik und Chemie. Bd. 99 (1856), S. 418–434.
- Die Verbreitung des Melaphyr und Sanidin-Quarzporphyr in dem im Jahre 1858 in Abbau stehenden Theile des Steinkohlenbassins von Zwickau im Königreich Sachsen : nebst Andeutungen über die sogenannte Zwickauer Hauptverwerfung. In: Zeitschrift der deutschen geologischen Gesellschaft (1858).
- Die krystallisirte Kieselsäure ist dimorph. Vestan (ein- u. eingliedrig krystallisirte Kieselsäure) charakteristisch für die Melaphyre. In: Poggendorff's Annalen der Physik und Chemie (1858), S. 5–14.
- Über den Dimorphismus der krystallisierten Kieselsäure. In: Liebig: Annalen der Chemie (1858), S. 382–384.
- Lithologie, die Basis der rationellen Geologie. In: Zeitschrift der deutschen geologischen Gesellschaft (1858), S. 1–7.
- Neugebildete Sanidin-Kristalle in Folge von Gesteinsverwitterung. In: Zeitschrift der deutschen geologischen Gesellschaft (1858), S. 618–620.
- Zur Theorie des Quarzes mit besonderer Berücksichtigung der Circularpolarisation. Villaret, Erfurt 1861.
- Studien über die Structur einiger krystallisirter Mineralien. Villaret, Erfurt
  - Abh. 1: Ueber die Structur der Turmalin-Krystalle, mit besonderer Berücksichtigung der optischen Zweiaxigkeit und der Polyploëdrie im hexogonalen Krystallisations-Systeme. Villaret, Erfurt 1861
  - Abh. 2: Ueber die Structur der Mellit- (Honig-) Krystalle aus Thüringen. Villaret, Erfurt 1861.
  - Nachtr. 1. Villaret, Erfurt 1865.
  - Nachtr. Villaret, Erfurt 1866.
- Ueber die felsitischen Gemengtheile der rothen und jüngeren grauen Gneisse: eine an Herrn Obereinfahrer Müller in Freiberg gerichtete briefliche Mittheilung. In: Berg- und hüttenmännnischen Zeitung (1864) (Digitalisat).
- Ueber amorphe Kieselerde, amorphe Kieselsäure vom specifischen Gewichte 2,6 : (ein in der Sitzung der Königlichen Akademie zu Erfurt am 27. September 1865 gehaltener Vortrag). Villaret, Erfurt 1866.
- Über eine mikroskopische Flora und Fauna kristallinischer Massengesteine. Leipzig 1868 (Digitalisat).
- Ueber die am Quarze vorkommenden Gesetze regelmässiger Verwachsungen mit gekreuzten Hauptaxen. Villaret, Erfurt 1870.